# Мурджешть (Бузеу)
Мурджешть, Мурджешті (рум. Murgești) — село у повіті Бузеу в Румунії. Адміністративний центр комуни Мурджешть.
Село розташоване на відстані 123 км на північний схід від Бухареста, 27 км на північ від Бузеу, 89 км на захід від Галаца, 103 км на схід від Брашова.

## Населення
За даними перепису населення 2002 року у селі проживали 986 осіб, з них 984 особи (99,8%) румунів. Рідною мовою 985 осіб (99,9%) назвали румунську.